# Elfrida
Elfrida je žensko osebno ime.

## Izvor imena
Ime Elfrida izhaja iz nemškega imena Elfriede, to ime pa je najverjetneje zloženo iz starovisokonemških besed alb v pomenu »naravni duh« in fridu »mir«. Lahko pa je ime Elfrida tudi različica imena Adalfride ali pa iz 18. stoletja izposojenaga angleškega imena Elfreda.

## Različice imena
Ela, Elfa, Elfi, Elfija, Elfride, Frida.

## Tujejezikovne različice imena
- pri Italijanih, Madžarih: Elfrida
- pri Nemcih: Elfriede
- pri Poljakih: Elfryda

## Pogostost imena
Po podatkih Statističnega urada Republike Slovenije je bilo na dan 31. decembra 2007 v Sloveniji število ženskih oseb z imenom Elfrida: 75.

## Osebni praznik
V koledarju je ime Elfrida zapisano 20. maja (Elfrida, angleška redovnica, † 20. maja 725) in 8. decembra (Elfrida, francoska mučenka, † 8. dec. 819).